# Harold A. Rogers
Harold A. Rogers is de stichter van de Kin Canada serviceclub. Ook bekend als Kinsmen of Kinetts. De serviceclub promoot positieve waarden en nationale trots.
Meer dan 8000 Canadezen zijn lid van 605 Kinclubs. Kinsmen clubs zijn enkel voor mannen. De Kinette clubs zijn uitsluitend bedoeld voor vrouwen. De Kin clubs zijn gemengd. Buiten Canada bestaan deze niet.
In 1920 werd de eerste Kinsmen club in Ontario opgericht. Als 21-jarige kwam hij pas terug van de Eerste Wereldoorlog toen zijn vader, een lid van de Rotaryclub, hem voordroeg als nieuw lid. Omdat de club weigerde om 2 personen van dezelfde zaak te aanvaarden, werd hij niet toegelaten. Hierdoor stichtte hij zelf een nieuwe vereniging.
Sinds 1977 doen de Kinsmen een jaarlijkse telemarathon om voor de Kinsmen Foundation geld in te zamelen. Elk jaar doen vele bekende gezichten hieraan mee. Er wordt ook elk jaar een enorm hoog bedrag ingezameld.